# SERE
SEREとは、アメリカ軍において行われている訓練課程である。Survival, Evasion, Resistance, Escape（生存、回避、抵抗、脱走）の頭文字をとったもの。

## 概要
SEREは基本的にパイロットを筆頭とする航空機乗組員を対象とする訓練として開発されたが、今日では米軍の全ての部門に独自のSEREプログラムが存在する。レベルにはABCの3つがあり、所属部隊や配属地域等によってカリキュラムや難易度が異なる。レベルAは新兵向け、レベルBは歩兵、機甲部隊、戦闘工兵、警備部隊等の地上部隊および前線・戦闘地域に配備される全ての人員向け、レベルCは捕虜になるリスクの高い特殊部隊員や航空機乗組員、世界中の在外公館に配属され誘拐や人質のリスクのある駐在武官向けとなっている。
戦闘や事故によって脱出せざるを得なくなった状況を想定して、サバイバル能力と、捕虜にされた場合の対処方法を獲得させるのがその目的である。
空軍が朝鮮戦争末期に、それまでの経験を生かすためにパイロットたちに教育するようになったのが始まりである。ベトナム戦争時代から他の軍でも行われるようになった。

## 訓練内容

### 生存・回避
脱出後のサバイバルのための訓練である。応急治療の心得や通信機の使用方法から始まり、熱帯地や雪原など広い範囲の自然条件で生き抜くための知識とノウハウを学習する。また、敵兵から逃れるためにカモフラージュや痕跡欺瞞の技術が教えられる。
海上に落着した場合のサバイバル訓練は特に別立てで行われる。

### 抵抗・逃亡
不幸にして捕虜になってしまった場合にどう対処すべきかを教育する。氏名、階級など最低限のこと以外は話さないように、との基本的な事項から、執拗な尋問をはぐらかしたり、嘘をうまくつくテクニックなどが含まれ、さらには拷問を受けたときに屈せず、ダメージを低減させるために、あらかじめ擬似的に再現した状況を体験させる。事前にこのような体験をすることによって、万が一将来実際に拷問にあっても耐えられる可能性が高くなるという。逃亡は、収容施設からの脱出を扱う。サバイバル訓練と違って、この訓練は敵にその内容を知られたくないため、詳しいことは明らかにされない傾向がある。